# بلدة بليزانت بلينز (ميشيغان)
بليزانت بلينز (بالإنجليزية: Pleasant Plains Township, Michigan)‏ هي بلدة تقع بولاية ميشيغان في الولايات المتحدة. تبلغ مساحتها 91.4 (كم²)، وترتفع عن سطح البحر 246 م، بلغ عدد سكانها 1535 نسمة في عام تعداد الولايات المتحدة 2000 حسب إحصاء مكتب تعداد الولايات المتحدة وتصل الكثافة السكانية فيها 17.1 نسمة/كم2.

## وصلات خارجية
- The US50 - Cities and Towns in Michigan State
- Michigan Cities and Towns, Facts, Map, Flag, Colleges, Government, and More